# 広島県道177号下佐東線
広島県道177号下佐東線（ひろしまけんどう177ごう しもさとうせん）は、広島県広島市佐伯区から広島市安佐南区にいたる一般県道である。

## 概要
広島市佐伯区湯来町大字下から広島市安佐南区八木8丁目に至る。

### 路線データ
- 起点：広島市佐伯区湯来町大字下（国道433号交点）[1]
- 終点：広島市安佐南区八木八丁目（太田川橋西詰交差点、国道54号交点、広島県道270号八木緑井線起点）[1]
- 総延長：約30.5 km[1]

## 路線状況
起点 - 広島市安佐北区安佐町大字久地までは大変道幅が狭く典型的な険道の一つ。それ以外の区間は安佐動物園があるため、大変交通量が多い。全区間にわたって太田川右岸を走り、太田川左岸を走る国道191号（国道54号重複区間を含む）や広島県道267号宇津可部線と並走する。いくつかの橋で連絡している。
ほぼ全区間が異常気象時通行禁止。地獄橋という名前の橋がある。

### 重複区間
- 広島県道38号広島豊平線（広島市安佐北区安佐町大字久地）
- 広島県道268号勝木安古市線（広島市安佐北区安佐町大字宮野）

### 道路施設

#### トンネル
- 安佐トンネル：延長282 m、1999年（平成11年）竣工、広島市安佐北区

## 地理

### 通過する自治体
- 広島県
  - 広島市（佐伯区） - 山県郡安芸太田町 - 広島市（安佐北区 - 安佐南区）

### 交差する道路
| 交差する道路                                                                  | 市町村名 | 市町村名 | 交差する場所   | 交差する場所              |
| ----------------------------------------------------------------------------- | -------- | -------- | -------------- | ------------------------- |
| 国道433号                                                                     | 広島市   | 佐伯区   | 湯来町大字下   | 起点                      |
| 広島県道38号広島豊平線 重複区間起点                                           | 広島市   | 安佐北区 | 安佐町大字久地 |                           |
| 広島県道38号広島豊平線 重複区間終点                                           | 広島市   | 安佐北区 | 安佐町大字久地 |                           |
| 広島県道268号勝木安古市線 重複区間起点                                        | 広島市   | 安佐北区 | 安佐町大字宮野 |                           |
| 広島県道268号勝木安古市線 重複区間終点                                        | 広島市   | 安佐北区 | 安佐町大字宮野 |                           |
| 広島県道269号今井田緑井線                                                     | 広島市   | 安佐北区 | 安佐町大字筒瀬 | 安佐北大橋西詰交差点      |
| 国道54号 国道183号 重複 国道191号 重複 国道261号 重複 広島県道270号八木緑井線 | 広島市   | 安佐南区 | 八木8丁目      | 太田川橋西詰交差点 / 終点 |

### 沿線
- 太田川